# Freestyler
«Freestyler» es un sencillo del grupo finlandés Bomfunk MC's, desprendido de su primer álbum In Stereo. La canción fue lanzada como sencillo el 30 de octubre de 1999 solamente en Finlandia, luego el 14 de febrero de 2000 en todo el mundo.
Consiguió las primeras posiciones en muchos países europeos y en otros como Australia, Nueva Zelanda o Turquía logrando cierta fama internacional y dando a conocer al grupo en el mercado global.

## Video musical
El vídeo musical fue filmado en noviembre de 1999. Fue grabado casi en su totalidad en la estación Hakaniemi del metro del Helsinki, Finlandia, cuyos andenes se encuentran 21 metros bajo el nivel del mar. Muestra a un joven anónimo estando en el tren mientras escucha Freestyler en su reproductor MiniDisc. Pronto descubre que el mando a distancia del reproductor tiene la habilidad de controlar el flujo del tiempo tanto para una persona como para un grupo. Tras descubrir la habilidad, se pasa el videoclip pausando, rebobinando y avanzando a los bailarines y a la gente de la estación hasta cruzarse con los miembros de Bomfunk MC's, donde el mando falla rebobinando todo el videoclip hasta el principio. Este videoclip parece inspirado en el videoclip del tema System F's 1999 "Out of the blue".
El video está grabado mediante un falso filtro blanco-y-negro permitiendo sombras de naranja, los colores del metro de Helsinki. Los bailarines y breakdancers del video también visten ropas de estos colores.
Durante el videoclip se muestran muchos productos tecnológicos de Sony (compañía discográfica del álbum), como por ejemplo auriculares, un MiniDisc portátil o un mando de PlayStation. Todos estos productos eran considerados modernos y recientes, o incluso futurísticos, en el momento en el que el videoclip fue grabado, en 1999.
El actor principal del videoclip es Marlo Snellman, un modelo y músico finlandés que más tarde sacaría su propio single llamado "Dust". El actor sólo tenía 14 años (nació el 8 de noviembre de 1985) en el momento en el que el videoclip fue grabado.
Al comienzo del videoclip se puede ver un error de continuidad. El vagón 178 entra en la estación y unos segundos más tarde ha cambiado al 136.
El videoclip fue lanzado en diciembre de 1999 en Finlandia, y en febrero de 2000 en el resto del mundo.

## En la cultura popular
- La canción se encuentra en la banda sonora del videojuego Mat Hoffman's Pro BMX 2.
- La canción aparece también en la banda sonora del videojuego Steep, salido en diciembre de 2016.
- Existe una canción similar, con los mismos coros y una melodía similar llamada Sidstyler, de Machinae Supremacy.

## Posicionamiento en listas y certificaciones
| Lista (2000)                             | Mejor posición |
| ---------------------------------------- | -------------- |
| Alemania (Media Control Charts)          | 1              |
| Australia (ARIA)                         | 1              |
| Austria (Ö3 Austria Top 40)              | 1              |
| Bélgica (Ultratop 50 flamenca)           | 1              |
| Bélgica (Ultratop 50 valona)             | 1              |
| Dinamarca (IFPI)                         | 2              |
| España (AFYVE)                           | 7              |
| Estados Unidos (Hot Dance Singles Sales) | 47             |
| Eurochart Hot 100                        | 1              |
| Finlandia (Suomen virallinen lista)      | 4              |
| Francia (SNEP)                           | 8              |
| Irlanda (IRMA)                           | 3              |
| Italia (FIMI)                            | 1              |
| Noruega (VG-lista)                       | 1              |
| Nueva Zelanda (RIANZ)                    | 1              |
| Países Bajos (Dutch Top 40)              | 1              |
| Reino Unido (UK Singles Chart)           | 2              |
| Suecia (Sverigetopplistan)               | 1              |
| Suiza (Schweizer Hitparade)              | 1              |

| País          | Organismo certificador | Certificación | Ref.   |
| ------------- | ---------------------- | ------------- | ------ |
| Alemania      | BVMI                   | 3× Oro        | [ 11 ] |
| Australia     | ARIA                   | 2× Platino    | [ 12 ] |
| Austria       | IFPI Austria           | Platino       | [ 13 ] |
| Francia       | SNEP                   | Plata         | [ 14 ] |
| Noruega       | IFPI Noruega           | Platino       | [ 15 ] |
| Nueva Zelanda | RIANZ                  | Platino       | [ 16 ] |
| Suecia        | GLF                    | 3× Platino    | [ 17 ] |
| Suiza         | IFPI Suiza             | Platino       | [ 18 ] |